# Il signor Fagotto

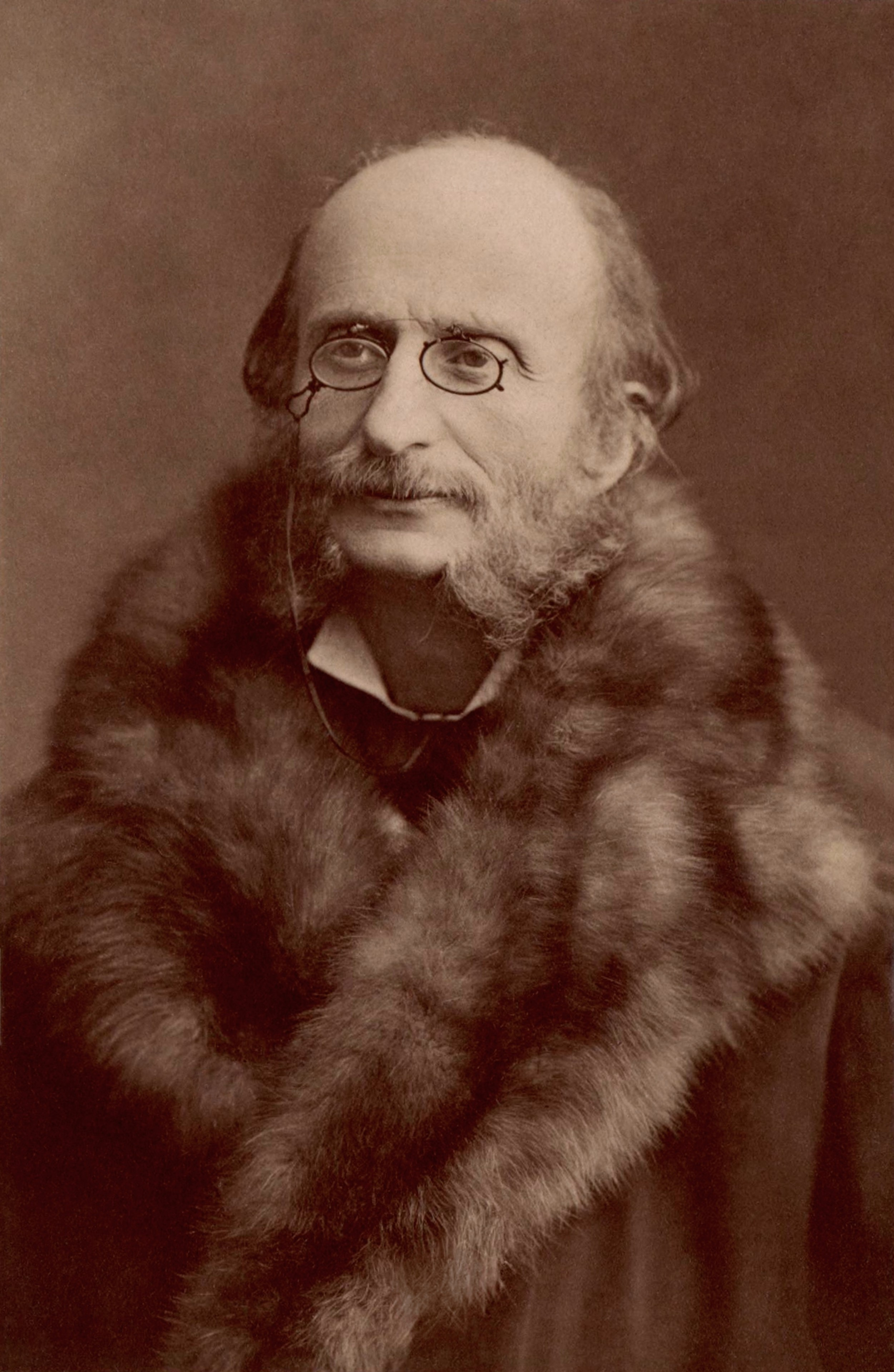
Jacques Offenbach

Il signor Fagotto är en operett, i en akt med musik av Jacques Offenbach och libretto av Charles-Louis-Étienne Nuitter och Étienne Tréfeu. Historien om en lurad fader och äkta kärlek är komponerad såsom "en burlesk i musikstilar".

## Historia
Verket hade premiär den 11 juli 1863 i Bad Ems innan den överfördes till Théâtre des Bouffes-Parisiens i Paris några månader senare där den åtnjöt flera uppsättningar. Operetten framfördes i en reviderad version i Wien kort tid efter premiären av Die Rheinnixen 1864 och var tillägnad Eduard Hanslick.
Il signor Fagotto ingår i Keck Offenbach-utgåvan. Originalmanuskriptet tillhör Offenbachs ättlingar och med hjälp av källor från Wien har en kritisk utgåva i tre versioner publicerats (Bad Ems, Paris, Wien), vilken hade premiär på Opéra National de Lyon i oktober 2001.

## Personer
| Roller                         | Röststämma | Premiärbesättning Bad Ems 11 juli 1863 (Dirigent: Offenbach) | Reviderad version Paris 18 januari 1864 (Dirigent:) |
| ------------------------------ | ---------- | ------------------------------------------------------------ | --------------------------------------------------- |
| Bertolucci, en musikälskare    | baryton    | Desmonts                                                     | Desiré                                              |
| Clorinda, Bertoluccis dotter   | sopran     | Taffanel                                                     | Taffanel                                            |
| Fabricio, Clorindas älskade    | sopran     | Dartaux                                                      | Lucille Tostée                                      |
| Bacòlo, Bertoluccis tjänare    | tenor      | Gustave Gerpré                                               | Pradeau                                             |
| Moschetta, Bertoluccis tjänare | sopran     | Zulma Bouffar                                                | Zulma Bouffar                                       |
| Caramello, en antikhandlare    | baryton    | Guyot                                                        | Georges                                             |

## Handling
Plats och tid
En borgerlig salong på 1800-talet
Musikälskaren Bertolucci önskar att hans dotter Clorinda sla gifta sig med den gamle antikhandlaren Caramello, som är duktig på klassisk musik och dessutom medlem av 'Nationalakademien för den romerska antikens amforor i Pompeji'. Bertolucci har ramat in och hängt upp alla brev från sin store idol sångaren Signor Fagotto. Caramello anländer för att uppvakta Clorinda och under armen har han Pindaros lyra. Men Clorinda är kär i sin musiklärare Fabricio, en ung kompositör vars verk inte utgör musik i Bertoluccis öron, men som Clorinda hoppas gifta sig med lite hjälp av sin husa Moschetta.
Fabricio anländer för att ge Clorinda musiklektioner. Bertoluccis tjänare Bacòlo ser en möjlighet att vinna Moschettas hand genom att medverka i en plan att ge deras herre en näsknäpp. Just denna dag har Fagotto gått med på att närvara vid vigseln mellan Clorinda och Caramello. Fagotto uppträder i en excentrisk kostym varpå han visar sina gymnastiska färdigheter och sin talang i att imitera djur och fyrverkerier. Fagotto är inte den han utger sig för utan en utklädd Bacòlo. Bertolucci imponeras stort av hans artistkonster.
När Caramello deklamerar ett ode möts den av hån av Fagotto, som prisar den unge Fabricios musik vars talang nu hyllas av Bertolucci. Efter att tidigare ha bemött honom med avsmak går nu Bertolucci med på att Fabricio får gifta sig med hans dotter. Caramello blir rasande och anfaller Fagotto och i förvirringen tappar Bacòlo sin peruk och allt avslöjas. Bacòlo medger att det är han som ligger bakom alla de brev som Bertolucci fått från sin idol. Bröllopet mellan Clorinda och Fabricio firas och Moschetta, imponerad av Bacòlos dåd, går med på att ta honom till äkta make.